# Rossi X-ray Timing Explorer
Rossi X-ray Timing Explorer (ou somente RXTE) é um satélite artificial estadunidense que observa a estrutura temporal de fontes astronómicas de raios X, em homenagem ao cientista italo-estadunidense Bruno Rossi. O satélite RXTE observa raios X provenientes de buracos negros, estrelas de nêutrons, pulsares e rajadas de raios X. O satélite é operado pela NASA e integra ao Programa Explorer. Por isso também é chamado de Explorador 69.
O RXTE foi lançado em 30 de dezembro de 1995 com um foguete Delta II da Estação da Força Aérea de Cabo Canaveral (antigo Cabo Kennedy), nos Estados Unidos. O satélite está registrado internacionalmente pelo Designador Internacional com 1995-074A. As observações do RXTE têm sido usadas como uma evidência do arrastamento, efeito previsto pela Teoria da Relatividade Geral. Em finais de 2007, dados do RXTE tinham sido usados em mais de 1400 obras científicas. Em janeiro de 2006, foi anunciado que o RXTE havia sido usado para localizar um candidato a buraco negro de massa intermediária chamado M82 X-1. Em fevereiro de 2006, os dados do RXTE foram usados para provar que o difuso brilho de raios-X em nossa galáxia vem de inúmeras estrelas anã branca e estrelas de outros coronas. Em abril de 2008, os dados RXTE foram utilizados pelos pesquisadores para inferir o tamanho do menor buraco negro conhecido. Em 3 de janeiro de 2012, o RXTE cessou suas operações científicas.
Os cientistas da NASA preveem que o RXTE deve reentrar na atmosfera terrestre entre os anos de 2014 a 2023.

## Instrumentos

### All Sky Monitor (ASM)
O ASM consiste em três câmeras de grande angular de sombra equipados com contadores proporcionais, com uma área total de coleta de 90 centímetros quadrados. As propriedades instrumentais são as seguintes: 
- Faixa de energia: 2-12 keV
- Resolução de tempo: 80% do céu a cada 90 minutos
- Resolução espacial: 3 'x 15'
- Número de câmaras de sombra: 3, cada um com 6 x 90 graus FOV
- Área de coleta: 90 cm ²
- Detector: Xenon contador proporcional, posição sensível
- Sensibilidade: 30 mcrab

Foi construído pela CSR no Massachusetts Institute for Technology, Estados Unidos. O investigador principal foi o Dr. Alan M. Levine.

### Proportional Counter Array (PCA)
O PCA é uma matriz de cinco contadores proporcionais, com uma área total de coleta de 6500 cm quadrados. O instrumento foi construído pela EUD (anteriormente "LHEA ') no GSFC. O PCA investigador principal foi o Dr. Jean H. Swank.
As propriedades instrumentais são as seguintes:
- Faixa de energia: 2 - 60 keV
- Energia resolução: <18% em 6 keV
- Resolução de tempo: 1 microssegundo
- Resolução espacial: colimador com um grau FWHM (largura à meia)
- Detectores: 5 contadores proporcionais
- Área de coleta: 6500 cm ²
- Camadas: uma de veto propano, 3 xenon, cada um dividido em dois, uma camada de veto xenon
- Sensibilidade: 0,1 mcrab
- Antecedentes: 2 mcrab

### High-Energy X-ray Timing Experiment (HEXTE)
O HEXTE foi projetado e construído pelo Centro de Astrofísica e Ciências Espaciais (CASS) na Universidade da Califórnia em San Diego, Califórnia . O investigador principal do HEXTE foi o Dr. Richard E. Rothschild.	
As Propriedades básicas do HEXTE são:
- Faixa de energia: 15 - 250 keV
- Energia resolução: 15% a 60 keV
- Amostragem de tempo: 8 microssegundos
- Campo de visão: uma FWHM grau
- Detectores: 2 conjuntos de 4 Nal / CSI contadores de cintilação
- Área de coleta: 2 x 800 cm ²
- Sensibilidade: um caranguejo = 360 contagens por HEXTE conjunto
- Antecedentes: 50 contagens por HEXTE conjunto